# Контррегулятор (гидроэнергетика)
Контррегуля́тор — гидроэлектростанция, являющаяся составной частью энергосистемы, которая используется в энергоёмкое время (например, в ночное время), а также при прекращении работы других ГЭС, — для поддержания водохозяйственного режима на территориях, не связанных с данной энергосистемой. 

Также: водохранилище (контррегулирующее водохранилище) в нижнем бьефе гидроузла, которое служит для перераспределения и выравнивания во времени поступающих в него расходов воды.

## Некоторые контррегуляторы
- Баас (контррегулятор ГЭС Табка или Эт-Табка ГЭС (в городе Эс-Саура, Сирия))
- Булакская ГЭС (контррегулятор Шульбинской ГЭС)
- Коксарайское водохранилище (контррегулятор для Шардаринской ГЭС)
- Майнская ГЭС (контррегулятор Саяно-Шушенской ГЭС)
- Ивановская ГЭС (контррегулятор Мокской ГЭС)
- Нижне-Бурейская ГЭС (контррегулятор Бурейской ГЭС)
- Туруханская ГЭС[1] (контррегулятор Эвенкийской ГЭС)[источник не указан 2904 дня]